# Alfonso Splendore
Alfonso Splendore (Fagnano Castello, 25 aprile 1871 – San Paolo, 30 aprile 1953) è stato un medico, batteriologo e igienista italiano.

## Biografia
Alfonso Splendore nacque a Fagnano Castello il 25 aprile 1871 da Luigi e da Gaetana Gallo, fratello di Achille, ricercatore fra i più autorevoli nel campo della tabacchicoltura del paese. Egli studiò a Fagnano, Cosenza, Napoli e a Roma, dove si laureò con lode in Medicina e Chirurgia il 24 luglio 1897, discutendo una tesi, su Come si difendono gli organismi mono e plaricellalari (animali e vegetali) dagli agenti deleteri.
Continuò a lavorare come coadiutore nell'Istituto di Igiene apprendendo dai maestri Angelo Celli (1857-1914), Claudio Fermi (1862) e Giovanni Battista Grassi (1854-1925).
Nel 1899 si trasferì in Brasile, e iniziò subito a studiare la patologia locale, allora poco nota; esercitò anche la professione medica, avendo ottenuto un'abilitazione dalla Facoltà di Medicina di Rio de Janeiro in virtù delle sue opere, che gli avevano consentito di non sottoporsi a inutili esami.
Fondò il Laboratorio dell'Ospedale Umberto I a San Paolo e divenne Direttore del Laboratorio dell'Ospedale di Beneficenza Portoghese.

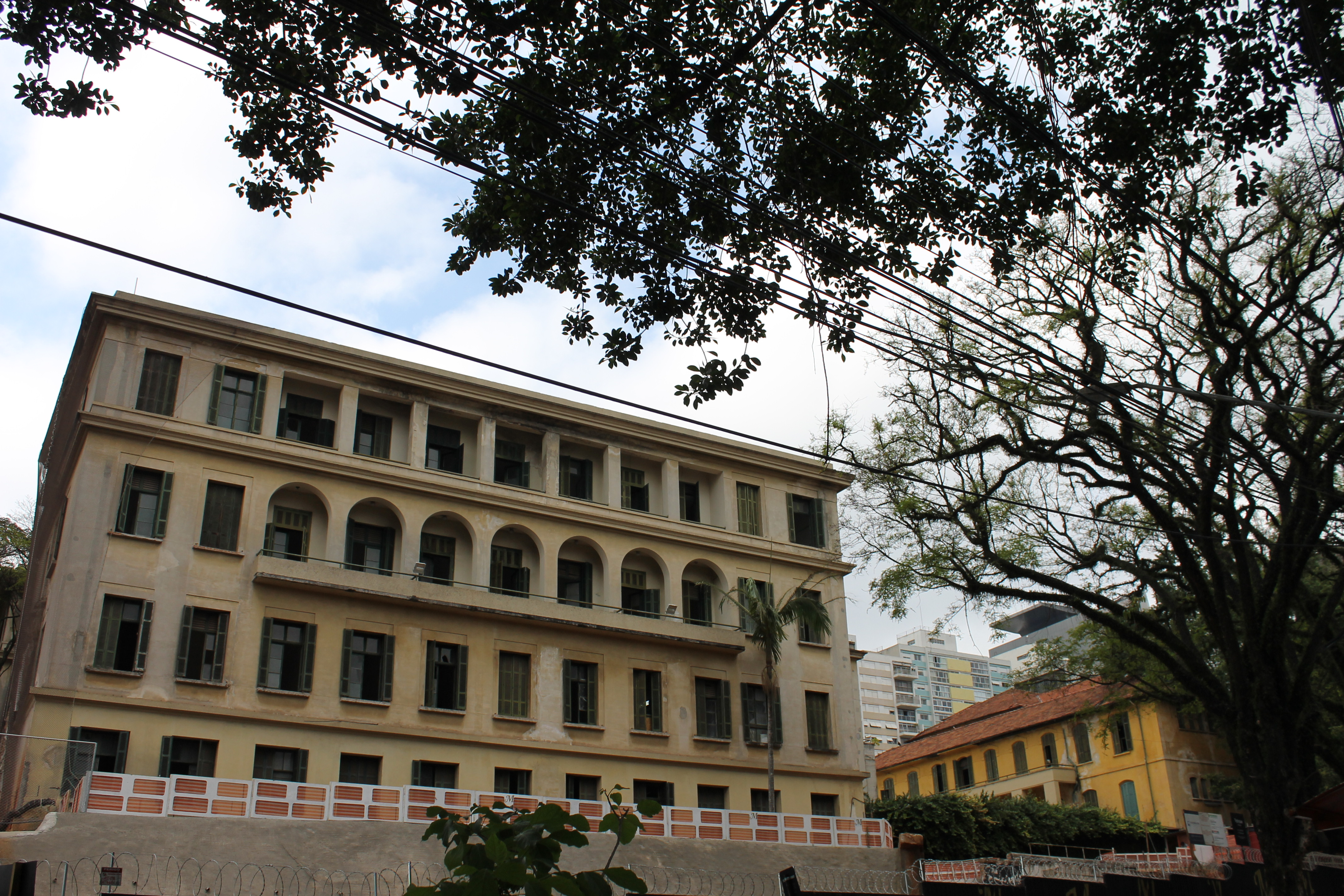
Facciata dell'antico Ospedale Umberto I a San Paolo

Nel 1907 presentò il primo caso umano di Sporotricosi in Brasile.
Nel 1908 scoprì che la Sarcophaga lambens, una mosca dell'America del Sud con proprietà antropofaghe, era anche responsabile della trasmissione delle miasi.
Nel luglio 1908 segnalò la sua scoperta, descrivendo l'insetto come "Un nuovo protozoo parassita de' conigli incontrato nelle lesioni anatomiche d'una malattia che ricorda in molti punti il Kalaazar dell'uomo". Era la toxoplasmosi, scoperta che si sarebbe dimostrata importante anche per la patologia umana.
Dopo questi lavori ne realizzò altri sulla blastomicosi sudamericana. Oggi questa malattia, nota anche come morbo di Lutz-Splendore-Almeida, è denominata paracoccidioidomicosi.
Nel 1912 ritornò in Italia, e per tutta la sua permanenza fu docente di Batteriologia nell'Università di Roma e di Parma, insegnando presso la facoltà di Medicina Protozoologia e Microbiologia Tropicale.
Durante la prima guerra mondiale, un'invasione di roditori in Puglia distrusse quasi completamente il raccolto di cereali. Il Ministero dell'Agricoltura gli affidò le ricerche, e anche questa volta ebbe velocemente ragione della situazione: aveva notato come le arvicole morte, sparse nei campi, fossero mangiate dalle superstiti. Le ricerche di laboratorio permisero a Splendore di scoprire che la mortalità era causata da un germe, che denominò Bacterium Pitymysi.
Nel 1925, tornato in Brasile, fu ripetutamente invitato a reggere la cattedra di Microbiologia presso la facoltà di Medicina dell'Università di Bologna, ma preferì rimanere in Sudamerica.
Nonostante le gravi perdite del figlio Eduardo e del fratello Achille, sommate alle condizioni politiche e sociali del Brasile, egli si prodigò sempre per la comunità italiana di San Paolo, che lo onorava e lo stimava come uno degli italiani più rappresentativi in Brasile.
Il 30 aprile 1953 morì nella sua casa a San Paolo, senza poter realizzare il sogno di tornare per l'ultima volta nella natia Calabria.